# Lee Areum
Lee Areum (en coréen : 이아름), née le 19 avril 1994, mieux connue sous le nom d'Areum, est une ancienne membre du girl group sud-coréen T-ARA.
Il a été annoncé le 10 juillet 2013 qu'elle quittait le groupe pour se consacrer à une carrière solo.